# Tennis als Jocs Olímpics d'estiu de 1900 - Individual femení
La competició individual femenina va ser una de les proves del programa de tennis als Jocs Olímpics de París de 1900. La competició es disputà entre el 6 i l'11 de juliol de 1900, amb la participació de 6 tennistes de 4 nacions.

## Medallistes
| Or               | Plata          | Bronze                            |
| Charlotte Cooper | Hélène Prévost | Marion Jones Hedwiga Rosenbaumová |

## Classificació
| Posició | Nom                  | País          |
| ------- | -------------------- | ------------- |
| Or      | Charlotte Cooper     | Gran Bretanya |
| Plata   | Hélène Prévost       | França        |
| Bronze  | Marion Jones         | Estats Units  |
| Bronze  | Hedwiga Rosenbaumová | Bohèmia       |
| 5       | Marguerite Fourrier  | França        |
| 5       | Georgina Jones       | Estats Units  |

## Quadre
| Quarts de final | Quarts de final | Quarts de final | Quarts de final | Quarts de final |  |  | Semifinals      | Semifinals | Semifinals | Semifinals | Semifinals |  |  | Final | Final      | Final | Final | Final |
|                 |                 |                 |                 |                 |  |  |                 |            |            |            |            |  |  |       |            |       |       |       |
|                 | C. Cooper       | 6               | 6               |                 |  |  |                 |            |            |            |            |  |  |       |            |       |       |       |
|                 | M. Fourrier     | 2               | 0               |                 |  |  |                 | C. Cooper  | 6          | 7          |            |  |  |       |            |       |       |       |
|                 | M. Jones        |                 |                 |                 |  |  | M. Jones        | 2          | 5          |            |            |  |  |       |            |       |       |       |
|                 | ningú           |                 |                 |                 |  |  |                 |            |            |            |            |  |  |       | C. Cooper  | 6     | 6     |       |
|                 | H. Prévost      | 6               | 6               |                 |  |  |                 |            |            |            |            |  |  |       | H. Prévost | 1     | 4     |       |
|                 | G. Jones        | 0               | 1               |                 |  |  |                 | H. Prévost | 6          | 6          |            |  |  |       |            |       |       |       |
|                 | H. Rosenbaumová |                 |                 |                 |  |  | H. Rosenbaumová | 1          | 1          |            |            |  |  |       |            |       |       |       |
|                 | ningú           |                 |                 |                 |  |  |                 |            |            |            |            |  |  |       |            |       |       |       |